# Xã Pleasant, Quận Henry, Ohio
Xã Pleasant (tiếng Anh: Pleasant Township) là một xã thuộc quận Henry, tiểu bang Ohio, Hoa Kỳ. Năm 2010, dân số của xã này là 2.026 người.